# Nicolas Batum
Nicolas Batum (* 14. Dezember 1988 in Lisieux) ist ein französischer Basketballspieler. Der Flügelspieler steht in der NBA bei den Los Angeles Clippers unter Vertrag, er war von 2009 bis 2024 französischer Nationalspieler.

## Laufbahn
Der 2,03 m große Small Forward begann seine Profilaufbahn 2005 bei der Mannschaft von Le Mans Sarthe Basket, die in der Französischen LNB Pro A spielt. In der Saison 2005/06 konnte auf Anhieb die französische Meisterschaft gewinnen. In den folgenden beiden Jahren nahm er an der EuroLeague teil. Dort konnte in der Saison 2007/08 in seinen 13 Einsätzen im Schnitt 8,5 Punkte und 3,5 Rebounds erzielen.
Beim Draft-Verfahren der National Basketball Association (NBA) sicherten sich die Houston Rockets die Rechte am Franzosen, gaben diese aber anschließend an die Portland Trail Blazers ab. Am 22. Juli 2008 unterschrieb Batum einen Vertrag bei den Portland Trail Blazers und wechselte in die NBA. Bereits in der ersten Saison rückte er in die Starting Five der Mannschaft auf. In seinem zweiten NBA-Jahr fiel er lange wegen einer Schulterverletzung, die eine Operation nach sich zog, aus und bestritt deshalb nur 37 Hauptrundenspiele, in denen er seinen Punkteschnitt im Vergleich zu seinem Premierenspieljahr in der nordamerikanischen Liga jedoch nahezu verdoppelte.
Zur Saison 2011/12 unterschrieb Batum einen Vertrag bei SLUC Nancy in seinem Heimatland Frankreich. Aufgrund des bestehenden Lockouts und dem damit verbundenen ausfallenden Spielbetrieb wechselte er wie viele andere NBA-Spieler in andere Ligen. Nach Beendigung des Lockouts kehrte Batum zu den Blazers zurück.
Am 24. Juni 2015 wechselte Batum im Tausch gegen Gerald Henderson und Noah Vonleh zu den Charlotte Hornets. In den ersten beiden Jahren in Charlotte verbuchte er bei der Punktausbeute jeweils Bestwerte seiner bisherigen NBA-Zeit, ehe die Zahlen im Spieljahr 2017/18 fielen und in der Saison 2018/19 mit 9,3 Punkten je Begegnung den zweitschlechtesten Wert seiner bisherigen NBA-Karriere erreichten. Im Spieljahr 2019/20 nahm seine Einsatz in Charlotte weiter ab, er stand im Durchschnitt nur noch 23 Minuten auf dem Spielfeld, so wenig wie seiner ersten NBA-Saison nicht. Mit 3,6 Punkten pro Begegnung verbuchte er den schlechtesten Wert seiner Zeit in der nordamerikanischen Liga. Im November 2020 kam es zur Trennung zwischen Batum und den Charlotte Hornets. Anfang Dezember 2020 wurde er von den Los Angeles Clippers verpflichtet. In Los Angeles stieg seine Einsatzzeit im Vergleich zu seinem letzten Spieljahr in Charlotte wieder, war dann 2022/23 aber mit durchschnittlich 21,9 Minuten je Begegnung so niedrig wie seit seinem NBA-Einstiegsjahr nicht mehr.
Anfang November 2023 gaben ihn die Kalifornier im Rahmen eines Spielertausches an die Philadelphia 76ers ab. Im Sommer 2024 kehrte Batum zu den Los Angeles Clippers zurück.

## Nationalmannschaft
Batum spielte bereits in der U16 und der U18-Nationalmannschaft seines Landes. 2006 konnte er bei der U-18-Basketball Europameisterschaft die Goldmedaille mit der französischen Juniorenauswahl gewinnen und er wurde dabei zum besten Spieler des Turniers (MVP) des Turniers gewählt. In demselben Jahr gewann er auch das Albert-Schweitzer-Turnier, ebenfalls als MVP des Wettbewerbs.
Mit der französischen A-Nationalmannschaft nahm Batum an den Europameisterschaften 2009, 2011, 2013 und 2015 sowie der Weltmeisterschaft 2010 teil.
Während er bei der EM 2011 noch mit der Nationalmannschaft im Finale scheiterte, wurde er 2013 Europameister. Im Endspiel gegen Litauen war er mit 17 erzielten Punkten bester Werfer der Franzosen. Bei der Basketball-Weltmeisterschaft 2014 errang Batum mit Frankreich die Bronzemedaille, dieses Ergebnis wiederholte er 2019. 2018 wurde Batum Spielführer der Nationalmannschaft und in diesem Amt Nachfolger von Boris Diaw. Bei den 2021 ausgetragenen Olympischen Sommerspielen 2020 gewann Batum mit Frankreich Silber. Er kam auf 6,2 Punkte je Begegnung, beim 90:89-Halbfinalsieg über Slowenien verhinderte er unmittelbar vor dem Spielende mit einem Block den möglichen Siegtreffer des Gegners.
Bei den Olympischen Sommerspielen 2024 in Paris stand er mit Frankreich als Gastgeber wieder im Endspiel, erneut musste man sich den Vereinigten Staaten geschlagen geben. Anschließend gab er seinen Rücktritt aus der Nationalmannschaft bekannt. Batum bestritt insgesamt 177 Länderspiele für Frankreich.

## Erfolge und Auszeichnungen

### Verein
- Französischer Meister: 2006
- Sieger der Semaine des As 2006

### Nationalmannschaft
- . Platz bei der Basketball-Europameisterschaft 2011 in Litauen
- . Platz bei der Basketball-Europameisterschaft 2013 in Slowenien
- . Platz bei der Basketball-Weltmeisterschaft 2014 in Spanien
- . Platz bei der Basketball-Europameisterschaft 2015
- . Platz bei der Basketball-Weltmeisterschaft 2019
- . Platz bei den Olympischen Sommerspielen 2020
- . Platz bei den Olympischen Sommerspielen 2024

## Unternehmerische Tätigkeit
Ende März 2017 stieg Batum als Anteilseigner bei Tony Parkers Unternehmen Infinity Nine Sports ein. Die Firma ist unter anderem Betreiber des französischen Basketballvereins ASVEL Lyon-Villeurbanne. Batum übernahm zudem bei ASVEL das Amt des Sportlichen Leiters. Im Sommer 2024 schied er bei dem Verein aus.

## Karriere-Statistiken

### NBA

#### Hauptrunde
| Saison  | Team                        | GP   | GS  | MPG  | FG % | 3P % | FT % | RPG | APG | SPG | BPG | PPG  |
| ------- | --------------------------- | ---- | --- | ---- | ---- | ---- | ---- | --- | --- | --- | --- | ---- |
| 2008–09 | Portland                    | 79   | 76  | 18.4 | .446 | .369 | .808 | 2.8 | 0.9 | 0.6 | 0.5 | 5.4  |
| 2009–10 | Portland                    | 37   | 25  | 24.8 | .519 | .409 | .843 | 3.8 | 1.2 | 0.6 | 0.7 | 10.1 |
| 2010–11 | Portland                    | 80   | 67  | 31.5 | .455 | .345 | .841 | 4.5 | 1.5 | 0.9 | 0.6 | 12.4 |
| 2011–12 | Portland                    | 59   | 34  | 30.4 | .451 | .391 | .836 | 4.6 | 1.4 | 1.0 | 1.0 | 13.9 |
| 2012–13 | Portland                    | 73   | 73  | 38.5 | .423 | .372 | .848 | 5.6 | 4.9 | 1.2 | 1.1 | 14.3 |
| 2013–14 | Portland                    | 82   | 82  | 36.0 | .465 | .361 | .803 | 7.5 | 5.1 | 0.9 | 0.7 | 13.0 |
| 2014–15 | Portland                    | 71   | 71  | 33.5 | .400 | .324 | .857 | 5.9 | 4.8 | 1.1 | 0.6 | 9.4  |
| 2015–16 | Charlotte                   | 70   | 70  | 35.0 | .426 | .348 | .849 | 6.1 | 5.8 | 0.9 | 0.6 | 14.9 |
| 2016–17 | Charlotte                   | 77   | 77  | 34.0 | .403 | .333 | .856 | 6.2 | 5.9 | 1.1 | 0.4 | 15.1 |
| 2017–18 | Charlotte                   | 64   | 64  | 31.0 | .415 | .336 | .831 | 4.8 | 5.5 | 1.0 | 0.4 | 11.6 |
| 2018–19 | Charlotte                   | 75   | 72  | 31.4 | .450 | .389 | .865 | 5.2 | 3.3 | 0.9 | 0.6 | 9.3  |
| 2019–20 | Charlotte                   | 22   | 3   | 23.0 | .346 | .286 | .900 | 4.5 | 3.0 | 0.8 | 0.4 | 3.6  |
| 2020–21 | LA. Clippers                | 67   | 38  | 27.4 | .464 | .404 | .828 | 4.7 | 2.2 | 1.0 | 0.6 | 8.1  |
| 2021–22 | LA. Clippers                | 59   | 54  | 24.8 | .463 | .400 | .658 | 4.3 | 1.7 | 1.0 | 0.7 | 8.3  |
| 2022–23 | LA. Clippers                | 78   | 19  | 21.9 | .420 | .391 | .708 | 3.8 | 1.6 | 0.7 | 0.6 | 6.1  |
| 2023–24 | LA. Clippers / Philadelphia | 60   | 38  | 25.5 | .453 | .395 | .714 | 4.1 | 2.1 | 0.8 | 0.6 | 5.3  |
| Gesamt  | Gesamt                      | 1053 | 863 | 29.7 | .437 | .366 | .832 | 5.0 | 3.3 | 0.9 | 0.6 | 10.4 |

#### Play-offs
| Saison  | Team         | GP | GS | MPG  | FG % | 3P % | FT % | RPG | APG | SPG | BPG | PPG  |
| ------- | ------------ | -- | -- | ---- | ---- | ---- | ---- | --- | --- | --- | --- | ---- |
| 2008–09 | Portland     | 6  | 5  | 10.5 | .556 | .500 | —    | 0.5 | 0.2 | 0.2 | 0.3 | 2.0  |
| 2009–10 | Portland     | 6  | 6  | 23.2 | .459 | .429 | .750 | 3.2 | 0.8 | 0.3 | 0.0 | 8.2  |
| 2010–11 | Portland     | 6  | 0  | 25.2 | .413 | .269 | .750 | 1.7 | 1.3 | 0.8 | 0.8 | 8.0  |
| 2013–14 | Portland     | 11 | 11 | 41.7 | .472 | .350 | .800 | 7.6 | 4.8 | 1.3 | 0.5 | 15.2 |
| 2014–15 | Portland     | 5  | 5  | 41.8 | .343 | .333 | .769 | 8.6 | 5.2 | 0.2 | 0.2 | 14.2 |
| 2015–16 | Charlotte    | 5  | 2  | 28.8 | .378 | .273 | .850 | 3.6 | 2.0 | 0.4 | 0.0 | 11.4 |
| 2020–21 | LA. Clippers | 19 | 10 | 29.2 | .486 | .389 | .826 | 5.5 | 2.1 | 1.3 | 0.5 | 8.1  |
| 2022–23 | LA. Clippers | 5  | 3  | 18.4 | .421 | .353 | —    | 2.2 | 1.2 | 0.4 | 0.4 | 4.4  |
| 2023–24 | Philadelphia | 6  | 0  | 28.3 | .414 | .409 | .625 | 5.8 | 1.3 | 0.2 | 0.8 | 6.3  |
| Gesamt  | Gesamt       | 69 | 42 | 28.7 | .439 | .357 | .800 | 4.8 | 2.3 | 0.8 | 0.4 | 8.9  |